# LaToya Cantrell
LaToya Cantrell (Los Angeles, 3 d'abril de 1972) és una sociòloga i política estatunidenca. Des del 7 de maig de 2018 és l'alcaldessa de Nova Orleans.
LaToya Cantrell va deixar la seva ciutat natal el 1990 per instal·lar-se a Louisiana i estudiar a la Universitat Xavier de Luisiana, on va obtenir la llicenciatura en sociologia. Després dels danys importants causats per l'huracà Katrina, va ser evacuada temporalment a Houston. Va invertir en la reconstrucció de la ciutat i en particular el seu districte de Broadmoor a través de l'associació per a la qual va treballar abans del desastre. Aquest treball de reconstrucció es materialitzarà en particular invertint en la biblioteca del districte arrasada com el cor del projecte de renovació urbana. Situat en un nou edifici, aquest lloc conserva en part el seu nom i reobrí el març del 2012 amb el nom de Biblioteca F. F. Keller i Community Center.
El desembre de 2012 va ser elegida a l'Ajuntament de Nova Orleans i va ser reelegida el 2014. El març del 2017, va anunciar la seva candidatura al càrrec d'alcalde de la ciutat per succeir Mitch Landrieu. El 18 de novembre següent, va ser elegida obtenint el 60,4% dels vots en contra del seu adversari Desiree Charbonnet. El 7 de maig de 2018 va prendre possessió del càrrec, convertint-se en la primera dona alcaldessa de la ciutat.